# 22978 Nyrola
22978 Nyrola este un asteroid din centura principală de asteroizi.

## Descriere
22978 Nyrola este un asteroid din centura principală de asteroizi. A fost descoperit pe 14 noiembrie 1999 la Nyrola la Observatorul Nyrola. Asteroidul prezintă o orbită caracterizată de o semiaxă mare de 2,67 ua, o excentricitate de 0,19 și o înclinație de 11,3° în raport cu ecliptica.